# 2020年1月

## 1月1日
- 西莫内塔·索马鲁加上任瑞士联邦委员会主席，盖伊·帕尔莫兰上任副主席。
- 克罗地亚任歐洲聯盟理事會主席國。
- 2019－2020年澳洲叢林大火造成新南威爾士州南海岸、維多利亞州東吉普斯蘭（英语：East Gippsland）地區分別有三人及一人死亡。[1]
- 印度尼西亚首都雅加达发生洪水（英语：2020 Jakarta floods），9人遇难，超过19000人流离失所。[2]
- 印度空间研究组织召开新闻发布会，透露将在2020年11月至2021年发射月船三号月球探测器，在2022年完成印度首次载人宇宙飞行。[3]
- 香港民间人权阵线发起“毋忘承诺 并肩同行”元旦游行，路线为自铜锣湾维园至中环遮打花园。警方给予不反對通知書。游行开始约两小时后，警方以游行不能安全地进行下去为由中断了游行。警察同示威者在湾仔发生冲突，警方使用了催泪弹。当日有400人被捕。民权观察称有3名观察员被捕，谴责警方滥捕无辜，要求警方放人。警方宣称，游行参与人数约6万；民间人权阵线估计人数超过103万，并批评警方的数据缺乏公信力。[4]
- 奥地利人民党同绿党－绿色替代达成联合执政协议。[5]
- 德国北莱茵-威斯特法伦州克雷菲尔德动物园（英语：Krefeld Zoo）猴屋在跨年夜起火，烧死30余只动物，仅两只黑猩猩生还。[6]造成火灾的三名华人女性向警方自首。她们在网上购买了德国禁止销售的天灯，在跨年夜燃放时引发了动物园的火灾。[7]

## 1月2日
- 一架隸屬中華民國空軍救護隊的UH-60M黑鷹直升機在新北市烏來區失事墜毀，造成機上13名乘員有8人罹難。[8][9]
- 蘇丹軍方一架運輸機，當地晚間在西達爾富爾州機場起飛後不久墜毀，18人罹難，包括7名機員，3名法官及8名平民，當中4名是兒童。[10]
- 媒体报道了哈佛医学院来自中国大陆的访问学者郑灶松盗窃贝斯以色列女执事医疗中心癌细胞样品案，引发关注。2019年12月10日，郑灶松由波士顿机场登机离开美国前，美国海关发现他在行李中藏匿了21瓶实验室样品。2019年12月30日的听证会上，美国马萨诸塞联邦地区法院裁定郑灶松不得保释。联邦调查局局长克里斯托弗·A·雷认为，郑灶松等中国大陸学者是奉政府命令盗窃技术。[11]
- 土耳其大国民议会批准土耳其派兵进入利比亚支持民族團結政府。法案有效期为一年，出兵日期、人数尚未公布。[12]

## 1月3日
- 美军當地凌晨向伊拉克首都巴格達機場發動空襲，杀死被指背後策動當週襲擊美國駐伊拉克大使館的聖城軍指挥官卡西姆·蘇萊曼尼，空襲造成至少7人死亡。親伊朗的伊拉克民兵組織人民動員發聲明稱，該組織5名成員及2名「賓客」喪生，包括伊拉克什葉派民兵組織真主黨旅（Kataib Hezbollah）的創立人阿布·马赫迪·穆罕迪斯，聲言美國及以色列要為他們的死負責。美國國防部表示，空襲目的是阻止伊朗未來的襲擊陰謀。伊朗外長稱言，美國將要為其鹵莽行動承擔一切後果。[13][14]
- 法国首都巴黎市郊发生持刀伤人案，一名男子在公园用刀伤人，造成一死二伤后被警察击毙[15]。
- 柬埔寨南部白馬省白马市一栋正在施工的7层楼酒店突然坍塌，造成至少36人丧命，23人受伤[16]。
- 玻利维亚宣布将在5月3日重新举行大选。[17]

## 1月4日
- 新喀里多尼亚一架M20F飞机坠毁，4人遇难。[18]

## 1月5日
- 伊拉克国民议会通过法案驱逐驻伊拉克的美国军队。伊拉克议会撤回了邀请多国部队协助对抗伊斯兰国的请求，要求政府推动外国军队离开伊拉克，禁止外国军队以任何理由占用伊拉克领土。[19]美国总统唐纳德·特朗普回应，除非伊拉克为空军基地支付几十亿美元，美军不会撤出；特朗普还威胁称，如果伊拉克做出对美国不友好的事，美国将严厉制裁。[20]
- 伊朗宣布进入中止伊朗核問題全面協議的最后阶段，不再履行协议对离心机数量的限制。伊朗政府声明，伊朗核计划将不受任何协议限制；如果他国解除对伊朗的制裁并维护伊朗的经济利益，伊朗可以重新履行协议。[21]
- 当地时间晚间，第77屆金球獎颁奖典礼在美国加利福尼亚州洛杉矶比弗利希尔顿酒店举行。[22]
- 委內瑞拉全國代表大會选举路易斯·帕拉（英语：Luis Parra）为議長。前任议长胡安·瓜伊多及支持者被警卫禁止进入议会大楼参与选举。美国、欧盟及几个拉丁美洲国家谴责了委内瑞拉政府的行为。胡安·瓜伊多召集一批议员在《国民报（英语：El Nacional (Caracas)）》大楼内开会，会议选举胡安·瓜伊多为委內瑞拉全國代表大會議長。胡安·瓜伊多在会上宣誓就职。美国承认胡安·瓜伊多当选议长，并发去了贺信。[23][24]
- 美國賓夕法尼亞州收費公路發生嚴重車禍，一輛載客旅遊巴、3輛貨櫃車及1汽車相撞，最少5人死亡及60人受傷[25]。
- 印度當地時間晚上，賈瓦哈拉爾·尼赫魯大學學生正在校園內集會抗議加收學費，一批「蒙面人」闖入校園，造成至少30人受傷（英语：2020 JNU Attack）。據英國《衛報》報導，「蒙面人」一度闖入大學其中一棟宿舍，並毁壞宿舍窗戶等設施。[26]

## 1月6日
- 哈利法·贝加斯姆·哈夫塔尔的利比亞國民軍宣佈攻佔蘇爾特。[27]
- 激光干涉引力波天文台在美国天文学会会议上宣布在2019年4月第二次观测到双中子星合并产生的引力波信号。[28]
- 当地时间6时32分，美国海外属地波多黎各发生5.8级地震。地震导致历史遗迹瓜尼卡灯塔（英语：Guánica Light）外墙坍塌[29]，瓜亚尼亚附近的天然石拱门蓬塔文塔纳被毁。[30]

## 1月7日
- 伊朗克尔曼發生踩踏事故，造成超過30人喪生。卡西姆·蘇萊曼尼的葬礼被迫推迟。[31]
- 俄羅斯總統普京在中東局勢緊張下，突然到訪敘利亞，是俄羅斯軍事介入敘利亞內戰後，普京第二度到訪。普京在首都大馬士革並與敘利亞總統巴沙爾·阿薩德舉行會談。克里姆林宮發言人說，普京還到訪俄軍在大馬士革的指揮部，與巴沙爾聽取官員匯報敘利亞不同地區的情況。[32][33]
- 西班牙眾議院以167票赞成、165票反对、18票弃权批准佩德罗·桑切斯出任首相。[34]
- 自2019年6月以來的澳洲叢林大火已造成至少27人喪生，近5億隻動物死亡。[35][36]
- 非洲足球協會颁奖典礼在埃及洪加達举行。萨迪奥·马内当选非洲足球先生。阿什拉夫·哈基米被选为年度最佳年轻球员。阿尔及利亚国家足球队被评为年度最佳国家队。[37]
- 当地时间4时24分，美国领地波多黎各发生6.5级地震（英语：2020 Puerto Rico earthquake）。[38]

## 1月8日
- 当地时间早上，伊朗伊斯兰革命卫队向美国军队驻扎的伊拉克阿萨德空军基地发射超过12枚地对地导弹。伊朗还袭击了埃尔比勒的一处美军基地。伊朗在公开声明中要求美国撤军；伊朗警告其他中东国家，如果帮助袭击伊朗，必遭伊朗袭击。[39]有情报组织称位于伊拉克塔吉的一处美军基地也遭到了袭击。[40]伤亡数据仍在统计，具体情况美伊双方各执一词。[41]
- 载有176名乘客的乌克兰国际航空752号班机在伊朗伊玛目霍梅尼国际机场起飞时坠毁，机型为波音737。[42][43]
- 早上5点50分，伊朗西南部发生4.9级地震，震源深度10公里[44]。早上10时20分许，伊朗西南部又发生4.9级地震，震源深度同為10公里[45]。
- 当地时间上午，土耳其总统雷杰普·塔伊普·埃尔多安、俄罗斯总统弗拉基米尔·普京、塞尔维亚总统亞歷山大·武契奇和保加利亚总理博伊科·鲍里索夫出席在土耳其伊斯坦布尔举行的土耳其溪天然气管道启用仪式。[46]
- 在土耳其伊斯坦布尔访问的俄罗斯总统弗拉基米尔·普京同土耳其总统雷杰普·塔伊普·埃尔多安发表联合声明，呼吁利比亚内战各方自1月12日0时起停火。[47]
- 当地时间夜间，伊拉克巴格達綠區遭两枚喀秋莎火箭弹袭击，未造成人员伤亡。据称，一枚火箭弹落地点距离美國駐伊拉克大使館大约一百米。[48]
- 澳大利亚媒体（英语：Media of Australia）《悉尼先驱晨报》与《世纪报》报道，王立強事件主人公王立強自称在2019年圣诞夜被中国国民党秘书长蔡正元和中华人民共和国商人孙天群威胁，两人要求他收回他介入2018年台湾地方选举和香港政治的言论，要他改口称这些言论是民主进步党贿赂和指使的结果；如果王立强不从，他可能会被遣返回中国大陆，甚至性命不保。中国国民党、民主进步党分别在次日召开新闻发布会回应此事。[49]

## 1月9日
- 英国哈里王子与夫人梅根在社交媒体上宣布不再担任高级王室成员，努力实现财务独立。声明称，两人未来将平衡在英国和在北美的时间，以便养育子女、开办新的慈善机构。[50]
- 包括美國在內15個國家的外交官，到訪印度控制的喀什米爾，是自從2019年8月喀什米爾特殊地位被廢除以來，首度有外國外交官員到訪當地；不過，包括歐盟成員國在內的幾個國家，因為希望獨立前往喀什米爾未獲批准，拒絕了印度政府的訪問邀請。[51]
- 美国、加拿大政府称，情报来源显示很可能是伊朗军队的导弹误击乌克兰国际航空752号班机导致了空难。[52]。《纽约时报》发布了视频证据[53]。
- 美国众议院以224票对194票通过一项议案，禁止总统唐纳德·特朗普不经国会同意向伊朗采取进一步的军事行动。议案被送交参议院。[54][55]
- 英国下议院以330票对231票通过脱欧协议草案。[56]
- 当地时间晚间，2020年冬季青年奧林匹克運動會在瑞士洛桑开幕。[57]

## 1月10日
- 一座位於巴基斯坦俾路支省首府奎達的清真寺發生爆炸案（英语：2020 Quetta bombing），造成十餘人死亡。[58]
- 当地时间晚间，阿曼苏丹卡布斯·本·賽義德·阿勒赛义德逝世。[59]
- 英国政府请求引渡一位原美国外交官的妻子安妮·萨科拉斯（Anne Sacoolas），遭到美国拒绝。安妮·萨科拉斯被控危险驾驶，撞死了19岁的英国男子哈里·邓恩。[60]

## 1月11日
- 当地时间早上，海塞姆·本·塔里克·阿勒賽義德宣誓就任阿曼新任苏丹。[61]
- 台灣舉行選舉，現任中華民國總統蔡英文及搭檔賴清德以壓倒性優勢擊敗對手韓國瑜、宋楚瑜，成功連任。[62]
- 法国总理爱德华·菲利普宣布退休改革（法语：Réforme des retraites en France en 2019）做出让步，删去基准退休年龄条款，要求各方协商出一个让法国在2027年达到养老金收支平衡的方案，否则政府将立即强制发布法令。[63]
- 伊朗军方承认错误击落乌克兰国际航空752号班机。伊朗伊斯兰革命卫队航空航天部队（英语：Aerospace Force of the Islamic Revolutionary Guard Corps）司令阿米尔·阿里·哈吉扎德宣布该部队对空难负全部责任。[64]
- 伊拉克亲伊朗的民兵组织人民動員的高层、卡尔巴拉旅指挥官塔勒布·阿巴斯·阿里·萨阿迪（Taleb Abbas Ali al-Saedi）在伊拉克卡尔巴拉被暗杀。[65]
- 一艘载有非法移民的船只在土耳其西部爱琴海海域沉没，造成11人丧命，其中包括8名儿童[66]。

## 1月12日
- 菲律宾塔阿爾火山喷发。[67]
- 伊朗德黑兰沙希德·贝赫什提大学和阿扎迪广场等地爆发示威，民众抗议政府试图掩盖空难真相。部分示威者要求最高领袖哈梅内伊下台。[68]
- 当地时间晚间，伊拉克薩拉赫丁省拜莱德空军基地（英语：Balad Air Base）遭遇火箭弹袭击，4名伊拉克空军军人受伤，包括2名军官。该基地驻有美军。[69]
- 伊朗仅有的一位女性奥林匹克运动会金牌得主基米雅·阿里薩德宣布永久离开伊朗，前往欧洲。她在社交媒体上指责伊朗国内虚伪、谎言、不公、奉承，女性受到压迫。[70]

## 1月13日
- 美国财政部声明将中华人民共和国移出汇率操纵国名单。[71]
- 捷克首都布拉格市正式和中華民國台北市締結姊妹市，簽約儀式在布拉格舊城廣場的市政廳舉行，市長賀吉普和柯文哲在雙方簽署協定後互贈禮物。賀瑞普送市鑰給柯文哲，柯文哲則回送檜木穿山甲雕刻。兩市官員還簽署動物園及觀光合作備忘錄，台北市立動物園將贈送穿山甲給布拉格。捷克總統米洛什·澤曼反對兩地簽約，而中國大陸上海市於14日宣布解除與布拉格的友城關係。[72][73]
- 巴基斯坦一家法院撤销了对前总统佩尔韦兹·穆沙拉夫的死刑判决。[74]

## 1月14日
- 中華人民共和國上海市當局宣布因為布拉格日前與臺北簽署締結姊妹城市的協定而與布拉格斷絕姊妹城市關係。[75]
- 微软停止Windows 7维护支持。[76]
- 亚历杭德罗·贾马太宣誓就任危地马拉总统。[77]
- 当地时间7时许，意大利那不勒斯地铁1号线（英语：Line 1 (Naples Metro)）三列列车在皮希诺拉（義大利語：Piscinola (metropolitana di Napoli)）站附近相撞。5人受伤，3节车厢损坏。[78]

## 1月15日
- 中華人民共和國國務院副總理劉鶴率團前往美國，在白宮與美國總統特朗普簽署第一阶段经贸协议。協議中的五大要點：智慧財產權、對美採購、強制技術轉讓、匯率、金融服務。[79]
- 俄羅斯總統普京下午在杜馬（議會下院）發表國情諮文演講，提出一系列修憲措施，稱將交由國民投票表決。數小時後，總理梅德韋傑夫宣布俄政府集體辭職，以方便總統採取一切必要措施。普京接受了梅德韋傑夫辭職，但要求他與內閣繼續履職，直至新政府產生。[80]
- 土耳其宪法法院取消對維基百科的禁令，政府照裁定於深夜解除對維基百科兩年8個多月的封鎖，使用者在安卡拉已可查詢維基百科。[81][82]

## 1月16日
- 聯合國表示自2019年12月敘利亞政府軍與俄羅斯聯合攻擊伊德利布省以來，已迫使當地近35萬敘利亞人（大部份是婦女和兒童）逃到鄰國土耳其邊境，尋求庇護。[83][84]
- 美国国会参议院以89票對10票通過《美國－墨西哥－加拿大協議》。[85]
- 微軟宣佈將會在2030年或以前把公司變成為擁有負值碳排放的公司，並在2050年前透過碳捕集與封存把自公司創辦以來自己所排放的二氧化碳從大氣層中移除。微軟從2012年開始已經是一家碳中和公司。[86]
- 英國廣播公司報導美國駐大韓民國大使哈里·B·夏里斯因為其鬍鬚被認為與韓國日治時期由日本委派的總督相比而遭到韓國人民批評[87]
- 巴西政府文化特别秘书羅貝圖·艾爾文 (Roberto Alvim) 因為其發言與納粹德國國民教育與宣傳部長約瑟夫·戈培爾有所雷同而被革職。[88]

## 1月17日
- 美国犹他州格兰茨维尔的一处民宅中发生枪击案，致4人身亡，1人受伤。嫌犯遭到拘留[89]。
- 歐盟委員會披露其正在考慮一個為期最多五年的面部識別系統禁令。禁令將會防止面部識別系統在公眾地方使用，好讓委員會能夠在那五年間想好辦法，以免面部識別系統被濫用。[90]

## 1月18日
- 哈里王子與梅根脫離英國皇室事件
  - 王室當局宣布從今年春季開始，哈里王子與其妻子梅根將會放棄他們現在擁有的「殿下」(His/Her Royal Highness)頭銜，並且未來在履行王室任務時都不會領取公款。[91]
  - 哈里和梅根二人亦會向英國政府償還翻修浮若閣摩爾別墅的240萬英鎊款項。[92]
  - 二人將會保留和「萨塞克斯公爵夫人」封銜，而哈里亦能夠保留他的英國皇子身分。但是，哈里的所有軍銜將會被褫奪。[93]
- 媒體報導在2019年成功把收購的開始把「福斯」一詞從其收購的業務中移除。迪士尼公司並沒有交代原因，但有媒體報導指迪士尼可能因為「福斯」一詞在美國與備受爭議的右翼新聞頻道福斯新聞扯上關係而開始改名行動。[94]
- 当地时间傍晚，也门馬里卜省东北部的一处政府军基地遭遇胡塞武装导弹袭击，逾70名士兵死亡，數十人重伤。[95]

## 1月19日
- 印尼东部巴布亚省发生6.3级地震，暂无伤亡和损毁报告[96]。
- 緬甸政府日前在社交平台臉書（Facebook）發出一則有關中華人民共和國領導人習近平訪問的貼文。貼文使用緬甸語，但被自動翻譯成英文時卻將「習近平」翻譯成「糞坑先生」(Mr. Shithole)。臉書就此致歉，並指錯誤源於技術性問題。[97]
- 韩国媒体称，朝鲜内阁已任命祖国和平统一委员会委员长李善權取代李勇浩担任外务省外务相。[98]
- 美國檀香山发生枪击事件，两名警察死亡[99]。
- 巴拉圭一座监狱发生囚犯集体越狱事件，至少76名高度危险的罪犯逃脱[100]。
- 12个国家的领导人或高级政府官员以及联合国、欧盟、非洲联盟和阿拉伯联盟四个国际组织的领导人在德国柏林召开研究解决利比亚问题的峰会。会议公告称，利比亚问题应由政治解决而非武力解决，各方应遵守武器禁运，联合国将成立机构监督内战双方停火，内战双方应通过公正、自由的选举解决问题。内战双方领导人哈利法·贝加斯姆·哈夫塔尔和法耶茲·薩拉傑均前往柏林，但双方拒绝会面。[101][102][103]

## 1月20日
- 加拿大不列颠哥伦比亚省高等法院（英语：Supreme Court of British Columbia）开庭审理孟晚舟引渡案。[104]
- 中华人民共和国驻瑞典大使桂从友因在瑞典电视台发表的言论而被瑞典外交部召见。瑞典外交部长（英语：Minister for Foreign Affairs (Sweden)）安·林德称，桂从友的言论危害了瑞典的新闻自由。中华人民共和国驻瑞典大使馆（瑞典语：Kinas ambassad i Stockholm）指责瑞典电视台断章取义，扭曲事实。[105][106]

## 1月21日
- 一辆搭载中国游客的旅游巴士在新西兰南島皇后镇至格林诺奇的高速路上发生侧翻。事故造成至少20人受伤，其中2人重伤[107][108]。
- 國際刑警組織前主席、中華人民共和國公安部前副部長孟宏偉被當局指控受賄一案，天津市第一中級人民法院一審判監13年半，罰款200萬元人民幣。孟當庭表示服從裁決、不會上訴。[109]
- 当地时间下午，美国参议院正式开始审理特朗普弹劾案。[110]
- 乌兹别克斯坦最高议会上下两院表决通过总理提名案，批准阿卜杜拉·阿里波夫出任乌兹别克斯坦总理。[111]
- 《卫报》称，2018年黑客袭击了杰弗里·贝索斯的手机。当时，贝索斯的手机收到了一条据称来自沙特阿拉伯王储穆罕默德·本·萨勒曼的WhatsApp信息，信息附带的文件感染了他的手机。联合国官员次日发表报告，认为沙特阿拉伯策动了这次黑客攻击，目的在于干预贝索斯旗下《华盛顿邮报》对沙特阿拉伯的报道。联合国官员的报告呼吁美国政府以及其他有关部门开展调查。[112]

## 1月22日
- 黎巴嫩总统府宣布由总理哈桑·迪亚卜领导的新内阁组建完成。[113]
- 英國上議院表决通过首相鲍里斯·约翰逊提出的脱欧协议。此协议已在1月9日获得英國下議院通过。协议将在女王同意后生效。[114]
- 美国西雅图发生枪击案，造成1人死亡，5人受伤。事發後枪手逃亡[115]。
- 希腊议会选举卡特琳娜·萨凯拉罗普卢为希腊总统。卡特里娜·萨克拉罗普卢成为希腊史上首位女总统。[116]
- 日本大阪大学教授坂口志文获得2020年保罗·埃尔利希和路德维希·达姆施泰特奖。颁奖典礼将于3月14日在德国美茵河畔法兰克福举行。[117]

## 1月23日
- 英国女王伊丽莎白二世批准了英国脱欧协议。[118]
- 世界卫生组织继续就2019冠状病毒病疫情召开紧急委员会会议。会议认为，这一疫情在中华人民共和国构成紧急情况，但尚未在全球构成紧急情况。世界卫生组织计划在十日内继续开会，研究疫情是否构成“国际关注的突发公共卫生事件”[119][120][121]。
- 丹麦艺术家高志活创作的雕像國殤之柱安放在丹麦议会大楼克里斯蒂安堡宫门前展出，创作者以此声援香港抗议者。雕塑拟展出三个月。[122]

## 1月24日
- 1月24日：为应对2019冠状病毒病疫情的擴散，中华人民共和国湖北省内包括省会武汉市等十多个城市实施“封城”措施[123]。
- 美国德克薩斯州休士顿一个制造厂发生大爆炸，至少2人丧生[124]。

## 1月25日
- 土耳其东部安那托利亚地区埃拉泽发生里氏6.7级地震，造成至少38人死亡，数千人受伤[125][126]。
- 韩国东部一家汽车旅馆发生爆炸，炸死4人，炸伤5人[127]。

## 1月26日
- 当地时间上午，美國著名NBA球星科比·布莱恩特因直升機墜毁而身亡。[128][129]
- 美国驻伊拉克大使馆遭至少三枚火箭弹袭击，至少三名使馆工作人员受伤。[130]
- 意大利2020年艾米利亚-罗马涅大区地方选举（英语：2020 Emilia-Romagna regional election）举行投票。27日，选举结果公布，民主黨候选人斯特凡诺·波纳奇尼（英语：Stefano Bonaccini）以51.4%得票率击败北方聯盟候选人露琪亚·波贡佐尼（英语：Lucia Borgonzoni），成功连任艾米利亚-罗马涅大区区长（英语：President of Emilia-Romagna）。[131]
- 2020年秘鲁议会选举（英语：2020 Peruvian parliamentary election）进行投票。[132]

## 1月27日
- 国务院总理、应对肺炎疫情工作领导小组组长李克强亲自前往湖北省武汉市，考察指导2019冠状病毒病疫情的防控工作[133][134]。
- 一架飞机在阿富汗加兹尼省迪雅克区（英语：Dih Yak District）坠毁。有报道称该飞机是阿里亚纳阿富汗航空的客机，但阿里亚纳航空否认了消息。[135]塔利班宣称对事件负责，称他们击落了这架飞机，包含中央情报局高级官员在内的机上人员全部遇难。[136]
- 丹麦报纸《日德兰邮报》在报道COVID-19疫情时刊登尼尔斯·博·博延森（法语：Niels Bo Bojesen）的漫画，将中华人民共和国国旗中的五颗金色五角星换为五个病毒图案，引起争议。中华人民共和国驻丹麦大使馆声明，指责漫画辱华、毫无同情心、伤害中国人民感情、挑战人类良知、逾越道德底线，已经不是言论自由允许的行为，要求《日德兰邮报》公开道歉。[137]

## 1月28日
- 新型冠状病毒肺炎疫情升溫，股市受到波動影響亞洲股市下跌，航空類股影響嚴重。[138]
- 牙买加卢西西北125公里处的海域发生里氏7.7级地震。[139]
- 已退位的比利时国王阿尔贝二世承认艺术家德尔菲娜·博埃尔是自己的私生女。[140]
- 哈佛大学教授、化學暨化學生物系主任查尔斯·利伯被指向美国国防部隐瞒其参与中华人民共和国千人计划的情况而被逮捕。检方指控，利伯收受武汉理工大学每月最多5万美元的工资，以及每年15万美元的生活费；此外，中华人民共和国政府、武汉理工大学为其提供了150万美元供其在武汉建设实验室开展科研。[141]
- 以色列总检察长曼德尔卜利特以三项指控正式向法院提起针对以色列总理内塔尼亚胡的诉讼[142]。
- 下午，印度西部的马哈拉施特拉邦发生一起严重交通事故，造成20人死亡、10余人受伤[143]。
- 特朗普宣布中东和平计划，遭巴勒斯坦反对。[144]

## 1月29日
- 因應新型冠状病毒肺炎，英國航空暫停直飛北京、上海航班。[145]

## 1月31日
- 因新型冠状病毒肺炎的影響，義大利總理朱塞佩·孔特宣布停飛義大利所有往返中國大陸、香港、澳門和台灣的航班。[146]
- 英國正式脫離欧洲联盟。[147]
- 圣彼得堡体育场在拆迁时坍塌，有工人遇难。[148]